# Municipio de Walker (condado de White)
El municipio de Walker (en inglés: Walker Township) es un municipio ubicado en el condado de White en el estado estadounidense de Arkansas. En el año 2010 tenía una población de 183 habitantes y una densidad poblacional de 3,25 personas por km².

## Geografía
El municipio de Walker se encuentra ubicado en las coordenadas 35°6′22″N 91°41′49″O / 35.10611, -91.69694. Según la Oficina del Censo de los Estados Unidos, el municipio tiene una superficie total de 56.29 km², de la cual 55,36 km² corresponden a tierra firme y (1,66 %) 0,93 km² es agua.

## Demografía
Según el censo de 2010, había 183 personas residiendo en el municipio de Walker. La densidad de población era de 3,25 hab./km². De los 183 habitantes, el municipio de Walker estaba compuesto por el 96,72 % blancos, el 0,55 % eran afroamericanos y el 2,73 % eran de una mezcla de razas. Del total de la población el 0,55 % eran hispanos o latinos de cualquier raza.